# New Orleans Open 1979
Il 'New Orleans Open 1979 è stato un torneo di tennis giocato sul sintetico indoor. È stata la 2ª edizione del New Orleans Open, che fa parte del Colgate-Palmolive Grand Prix 1979. Si è giocato a New Orleans negli Stati Uniti, dal 19 al 25 marzo 1979.

## Campioni

### Singolare
John McEnroe ha battuto in finale  Roscoe Tanner con il punteggio di 6–4, 6–2

### Doppio
Peter Fleming /  John McEnroe hanno battuto in finale  Robert Lutz /  Stan Smith con il punteggio di 6–1, 6–3